# Нікулін Олександр Сергійович
Олександр Сергійович Нікулін (рос. Александр Сергеевич Никулин; 25 серпня 1985, м. Перм, СРСР) — російський хокеїст, центральний нападник. Виступає за «Амур» (Хабаровськ) у Континентальній хокейній лізі.
Вихованець хокейної школи «Молот-Прикам'є» (Перм). Виступав за ЦСКА (Москва), «Бінгемтон Сенаторс» (АХЛ), «Оттава Сенаторс», «Сан-Антоніо Ремпідж» (АХЛ), «Фінікс Койотс».
В чемпіонатах НХЛ — 3 матчі (0+0).
У складі національної збірної Росії учасник EHT 2006 і 2007. У складі молодіжної збірної Росії учасник чемпіонату світу 2005.